# Tel Šadud
Tel Šadud (hebrejsky: תל שדוד, arabsky: Tal Šadud) je pahorek o nadmořské výšce 107 metrů v severním Izraeli.
Leží na severním okraji zemědělsky využívaného Jizre'elského údolí, cca 8 kilometrů jihozápadně od města Nazaret a necelý kilometr východně od vesnice Sarid. Má podobu nevýrazného odlesněného návrší, které vystupuje z okolní rovinaté krajiny. Na jižním úpatí se nachází pramen Ejn Šadud (עין שדוד). Severně odtud se terén prudce zvedá do svahů pohoří Harej Nacrat (Nazaretské hory). Stojí na nich průmyslová zóna Migdal ha-Emek-jih a město Migdal ha-Emek. Svahy jsou rovněž zalesněny (lesní komplex Ja'ar Balfour).